# Tanytarsus tamakutibasi
Tanytarsus tamakutibasi är en tvåvingeart som beskrevs av Sasa 1983. Tanytarsus tamakutibasi ingår i släktet Tanytarsus och familjen fjädermyggor. Inga underarter finns listade i Catalogue of Life.